# Cervesia
Cervesia is een Belgisch bier van hoge gisting.
Het bier wordt gebrouwen in Brouwerij Dupont te Tourpes. Het is een blond bier met een alcoholpercentage van 8%. Het bier wordt voor het eerst gebrouwen in 1983 voor de archeologische opgraafplaats “Archéosite d’Aubechies”. Een speciaal recept werd ontwikkeld voor dit Gallisch bier, met gebruik van gerst- en tarwemout, hop, kruiden en specerijen.